# LET'S MUSIC
「LET'S MUSIC」（レッツ・ミュージック）は、Sexy Zoneの20作目のシングル。2021年3月24日にユニバーサルミュージックから発売された。

## 概要
前作「NOT FOUND」から約4か月ぶりのシングルとなる。
また、今作は体調不良で芸能活動休止中のマリウス葉が療養のため参加していない。
表題曲は、メンバーの佐藤勝利が北山宏光（Kis-My-Ft2）とダブル主演を務める日本テレビ系シンドラ『でっけぇ風呂場で待ってます』の主題歌である。前作に引き続き、『シンドラ』枠のドラマ主題歌起用となっており、「ぎゅっと」以降7作連続の日本テレビ系列のドラマ主題歌タイアップとなった。
販売形態はDVD付きの初回限定盤A・B、CDのみの通常盤、全3種類となっている。各形態に封入される 『プレイリストカード』に記載のシリアルコードで、『SZ10THアプリ』内ミュージックプレイヤー機能にて楽曲が再生可能となる。3形態同時予約購入特典として、2021年1月23日にファンクラブ限定で生配信されたグループ初のオンラインファンミーティング｢Sexy Zone SZ10TH ONLINE FAN MEETING –Vol.1-｣ディレクターズカットの視聴用シリアルコードが付属している。

## チャート成績
初週17.3万枚を売り上げ、「オリコン週間シングルランキング」で初登場1位を獲得した。これにより、デビューからのシングル連続1位獲得作品数を20作連続に更新した。また、1stシングルからの1位獲得連続年数が今作で11年となり、同じくジャニーズ事務所所属のKAT-TUN・Kis-My-Ft2と並ぶ歴代2位タイとなった。

## 収録曲

### CD

#### 通常盤
＊初回プレス仕様 ピクチャーレーベル
1. LET'S MUSIC [3:43]
作詞：浦島健太・nozomi*・H.U.B.、作曲：Andy Love・Joacim Persson・Johan Alkenas、編曲：Joacim Persson・Johan Alkenas・CHOKKAKU
  - 佐藤勝利・北山宏光（Kis-My-Ft2）ダブル主演 日本テレビ系シンドラ『でっけぇ風呂場で待ってます』主題歌
2. Money Money [4:01]
作詞：金井政人、作曲・編曲：和音
3. Fever [3:24]
作詞：JUN、作曲：Simon Janlov・Funk Uchino・Ikki Hatanaka、編曲：Simon Janlov
4. LET'S MUSIC -Inst-
5. Money Money -Inst-
6. Fever -Inst-

#### 初回限定盤A
1. LET'S MUSIC
2. Body 2 Body [4:13]
作詞：Komei Kobayashi、作曲：Geek Boy Al Swettenham・Didrik Thott・Oneye、編曲：Geek Boy Al Swettenham
3. Body 2 Body -Inst-

#### 初回限定盤B
1. LET'S MUSIC
2. Day Off [4:08]
作詞・作曲：ベリーグッドマン、編曲：PRIMAGIC
3. Day Off -Inst-

### DVD

#### 初回限定盤A
1. 「LET'S MUSIC」Music Video
2. Making of 「LET'S MUSIC」

#### 初回限定盤B
- 特別企画「でっけぇ風呂場で背中を流すのは誰だっ?! 春のスポーツ王決定戦!」